# 建國日報 (澎湖)
《建國日報》，臺灣澎湖縣的綜合型地方報，隸屬中華民國陸軍澎湖防衛司令部，開辦於1949年11月22日，也是全臺灣第一份經行政院新聞局核可登記的報紙，1997年3月1日起停止發行。

## 澎湖報業緣起與背景

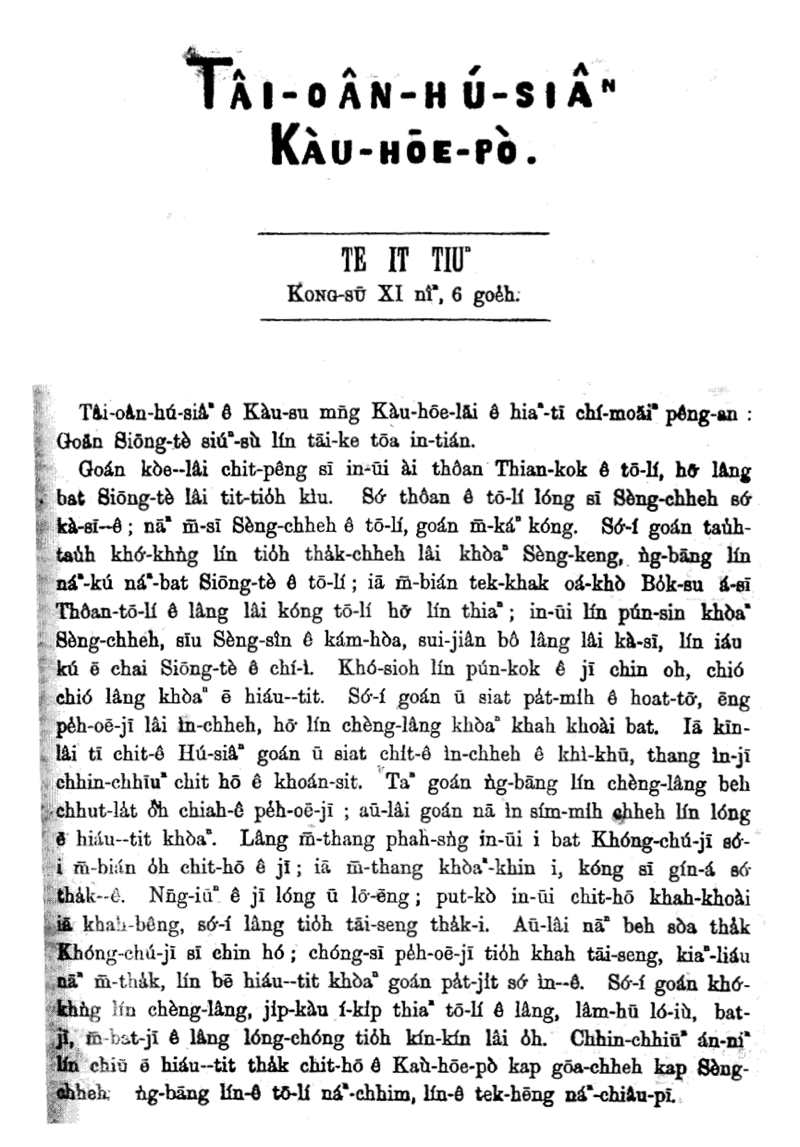
1885年7月12日發行的《台灣府城教會報》創刊號。

### 清領、日治時期
臺灣在清領時期便有辦報紀錄，西元1885年（光緒11年），臺灣第一份報紙《台灣府城教會報》由英國宣教士巴克禮在台南發行，此及《台灣教會公報》的前身，且是以教會羅馬字廈門音白話字印製。日治時期，1915年在余清芳事件被日本殖民政府鎮壓之後，武力抗爭之路告止，臺灣進入非武力抗爭階段。知識分子展開文化啟蒙運動，爭取體制內改革，其中報紙亦作為臺籍知識份子與殖民統治者抗爭的宣傳管道。:42-43
日治時期臺灣並未實施報禁，但報業採「特許制」，並需事前檢查，報紙依然在1919年之後成為臺灣人傳播各類思想的重要管道。直到1944年3月，日本在太平洋戰爭已露敗象，時任臺灣總督安藤利吉針對報紙進行言論管制，全台六家報紙被整併為《臺灣新報》。1945年8月，日本在第二次世界大戰宣告投降，淪為戰敗國，日治時期宣告結束，《臺灣新報》也隨之停刊。:42-43

### 中華民國時期

#### 戰後初期
1945年，中華民國政府接收臺灣，臺灣彼時曾經歷一段報業發展蓬勃的時光，不少臺籍知識份子從日本殖民政府長期的控管掙脫，民間積極辦報。在1947年之前，臺灣已登記的報刊計有28家，若加上未登記的報刊約莫總共有60種，當時蓬勃的報業象徵知識份子在公共領域批判精神，惟在1947年二二八事件爆發後煙消雲散。當時政府調動軍隊在臺灣各處武力鎮壓，不少報界從業人士如林茂生、王添灯及宋斐如因此失蹤或蒙難，亦有《民報》的印刷廠被破壞，又如《人民導報》、《大明報》等均以「思想反動、詆毀政府、煽動暴亂」之理由被查封。:43-56

#### 戒嚴時期
1949年，中國國民黨在中國內戰失利，國民黨擁立的中華民國政府迫遷至臺灣，對臺灣社會大加整肅。因臺灣被日本殖民五十年，日語文教育普及，但國民政府取消報章雜誌的日文版面，造成臺灣市場的讀者以及媒體工作者大量流失，其他原本在大陸的公營及黨營報紙相繼移臺，臺灣在1950年代的報業大多由中國遷臺人士掌握。:68-73
此外，國民黨為確立「黨國體制」，仿效與中國共產黨交戰的經驗，認為有必要重視宣傳機構，便透過政黨、政府組織、軍隊、特務四項單位介入報業，主要目的在於宣揚政令和傳播祖國文化，杜絕不利政府之言論，限制其他報刊的發行。:74-78
澎湖地區發行的建國日報，屬陸軍的澎湖防衛司令部所有，便是在此一背景下成立。據《續修澎湖縣志．卷十三．文化志》的說法，《建國日報》是全臺灣第一份經行政院新聞局核可登記的報紙。
1950年代，國民政府頒布「戒嚴令」，並未明文有「報禁」二字，但仍針對報業擬定出一系列干預規定，泛稱「報禁」，大致有五項規定：:150-151
1. 限紙：管制新聞紙張的供應量。
2. 限張：最初僅限一張半、報禁解除前開放成三大張。
3. 限證：從嚴限制報社、雜誌的許可執照。
4. 限印：報紙僅能限區印製，例如：台北登記的報紙，不得在南部設置印刷廠。
5. 限價：政府可干預報紙販售價格。

報禁政策對於民營業者經營十分不利，尤其是「限證」的規定，讓黨報、公報和軍報儼然獲得特權保障，行政單位到村鄰長，政府都編有訂報補助，其他各級機關、議會、市民代表、農會、漁會、學校，皆成為官營報紙的購買數量保障。根據統計，在實施報禁的39年間（1950年－1988年1月1日），臺灣報紙總數維持在31家左右（含民營），期間發證雖然嚴格，但政府並未限制報社經營權、所有權能否買賣轉讓，於是有黨政軍收購民營報紙之現象，在報禁解除前的1980年代，臺灣省政府官營報有2家、中國國民黨黨營報有5家、軍營報紙有7家，民營17家，總計黨政軍有14家，佔了總數將近一半。:153-156

## 澎防部與建國日報

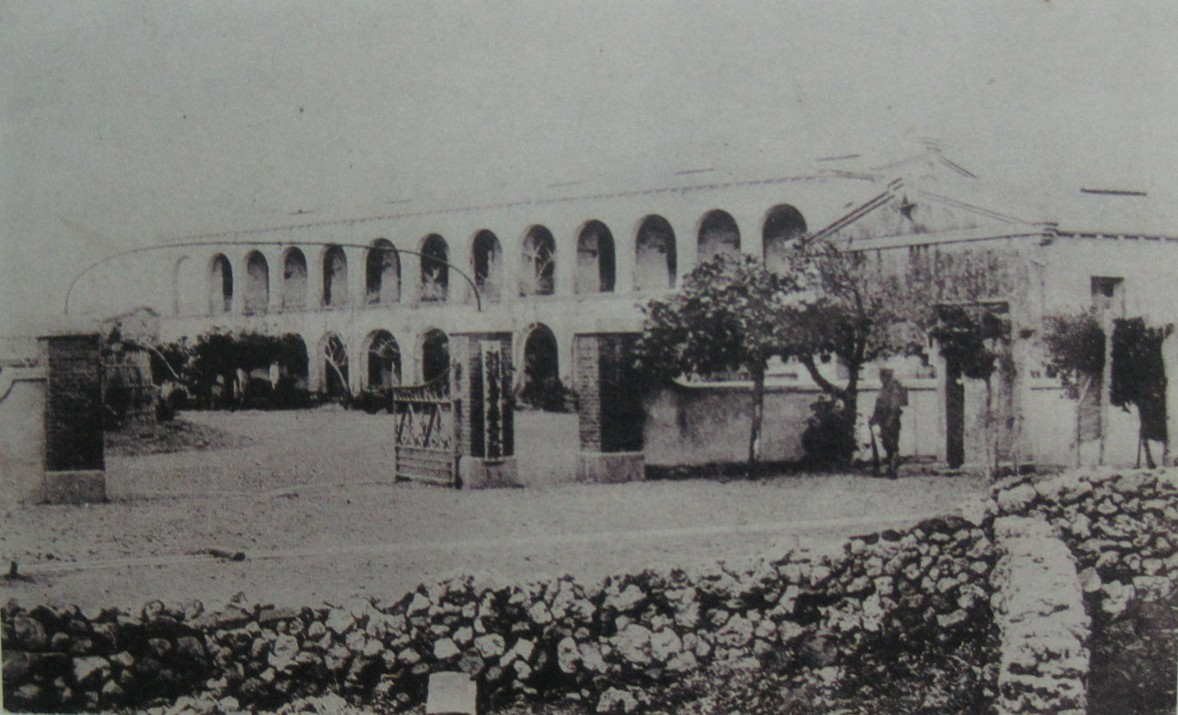
原日本陸軍澎湖島重砲兵大隊本部，後被中華民國陸軍接收，澎湖防衛指揮部的主要駐地之一，此建築物於2019年7月24日登錄為澎湖縣歷史建築。

1945年至1949年間，中華民國陸軍在澎湖編制不定，又因大量軍民湧入澎湖，當時臺灣本島、澎湖兩地交通不便的情況下，臺灣付梓的報紙無法及時送往澎湖，政府認為澎湖有辦報傳遞消息的必要性，於是在澎湖的駐軍部隊開始發行油印小報，但發行單位皆不同。1946年7月，中華民國陸軍將原日本陸軍的「澎湖島要塞司令部」改制成「馬公要塞司令部」，史文桂出任主任分任司令，是澎湖最早建置的中華民國陸軍單位，曾發行《軍聞報導》；1949年5月16日，陳誠下令即刻編組「澎湖防守司令部」，由李振清出任首任防守司令，該單位發行《每日新聞》；另有要塞守備團發行《勵志日報》。由於軍方的三小報的內容多以國內外事務和部隊活動為主，僅《每日新聞》會刊登少量地方消息，時任澎湖防守副司令官武泉遠，決議以《每日新聞》為基礎，再將《軍聞報導》、《勵志日報》兩報合併成《建國日報》，其創刊四大宗旨分別為：:383、395-396
1. 宣揚政府政令，促進地方建設。
2. 發揚民族文化，鼓舞戰鬥士氣。
3. 融洽軍民情感，鞏固軍民團結。
4. 啟迪民智，培養民德，改善民俗。

1949年11月22日，首份《建國日報》創刊，便以武泉遠為發行人，報社社長由政治部主任尹殿甲兼任:21-22，副社長兼總編輯為孫寶琛，主持實際報社業務。:17-191949年12月28日，「澎湖防守司令部」再改制成「澎湖防衛司令部」，成為1950年代陸軍在澎湖地位最高的指揮機構。《建國日報》業務最初並不在澎湖防衛司令部的編制內，是直到1954年10月份，時任代參謀總長彭孟緝批准，「建國日報社」正式編入澎防部。此外，引1959年澎湖防衛司令部各單位編制資料，「建國日報社」員額是15名。:395-401
《建國日報》的組織，發行人之下設社長、副社長各1人，內有編輯、經理兩大部門，隨著經營的擴大又增加工廠部門，另有社論委員會以及員工福利委員會，負責撰寫社論和員工福利事宜，印刷廠除了刊行報紙外，也承接其他民間印製業務。根據1988年至1992年2月止的收支紀錄，《建國日報》報社編制內的6名軍官和3名士兵，人事費用由國防部支付，但廣告及訂閱收入皆歸報社，總計盈餘約新台幣900多萬元。

## 歷史沿革

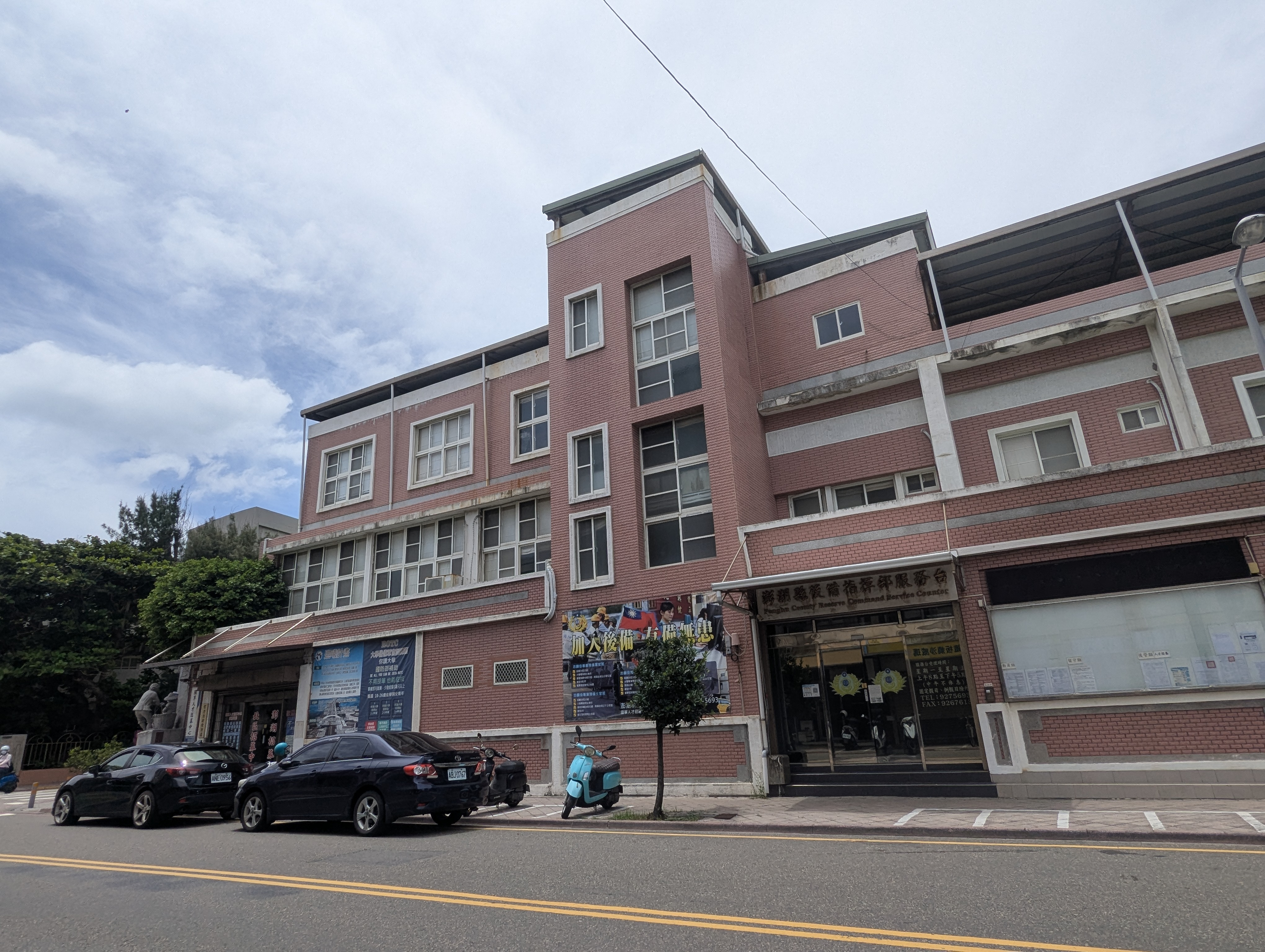
昔建國日報報社建築，現為國軍人才招募中心澎湖服務站。

最初《建國日報》的設備十分簡陋，報紙印刷採油印，大小僅四開，每日發行約400多份，自1952年設備更新，改鉛字印刷。1962年，澎防部在馬公市民生路啟用新建的報社大樓，1963年擴充報紙版面，大小為對開一大張，後來隨著時代需求，內容也漸趨多元，開闢有婦女、醫學、文學等專欄。綜觀1950年代至1960年代，《建國日報》是澎湖地區穩定的消息來源，即便1960年代已有電視，但普及率不高，《建國日報》長期又有軍方、公部門和學校單位訂閱，客源十分穩定。
1987年，時任總統蔣經國宣布解嚴，澎湖縣政府同年取消訂閱《建國日報》，每日均發行量在3,000份左右，令軍方決定持續營運；1988年報禁開放，政府也解除紙張限令，民營報紙日益活絡，對官營報紙營運和銷售漸造成衝擊，《建國日報》即使是軍方主導，也不得不順應時勢，譬如更新機器、進行彩色印刷等強化版面等等。1988年之後，《建國日報》內容擴張對開紙二大張八版，內容包括：臺灣重大政治、社會、軍事、經濟，澎湖地區地方軍政、社會、建設新聞。在1989年起改採電腦打字平版印刷。
1993年，因應第7任澎湖縣長王乾同在前一年任內病逝:23-25，當年辦理澎湖縣長補選，國民黨提名鄭永發、民進黨則提名高植澎，補選期間，民進黨立委洪奇昌、蘇煥智等抨擊《建國日報》支領國家預算，卻大力為國民黨籍候選人鄭永發輔選，形同「軍人干政」，要求國防部徹查，並提供報社十年內收支狀況予立法院檢閱；又，《建國日報》設立初衷是為早期離島交通不便，服務離島居民提供新聞資訊，現今臺灣各大報紙已可順利在澎湖發行情況下，建請軍方重新評估《建國日報》之必要性。
1990年代，在經歷開放黨禁、報禁等等衝擊，臺灣社會風貌丕變，另外也有軍隊國家化的聲浪，《建國日報》屢屢被批評「軍政不分」、違反「行政中立」。澎防部宣稱《建國日報》完成階段性的任務，國軍回歸正常編制之後，《建國日報》在1997年2月28日刊行最後一期，3月1日正式停刊，結束長達48年營運。

## 後續
1996年，澎湖傳出軍方有意將《建國日報》停刊的消息，一群澎湖地方人士決議承接報社業務，籌組《澎湖時報》，並於1997年1月1日發行試刊號，試刊號為一週「半開四個版」形式發行，發行人為許朝鑒。《澎湖時報》營運三個月後，《建國日報》先在3月1日停刊，《澎湖時報》則於3月6日起改為每日出刊，以半開八個版，正式發行。根據2005年資料，《澎湖時報》發行量約在每日3,400份。